# Wieland Electric
Die Wieland Electric GmbH ist ein deutsches mittelständisches Familienunternehmen der Elektro- und Elektronikindustrie und zählt zu den Pionieren der elektrischen Verbindungstechnik. Im Bereich der steckbaren Installationstechnik für Zweckgebäude gilt Wieland als Weltmarktführer. Die Hauptgeschäftsfelder der Wieland Electric GmbH setzen sich aus den Bereichen Maschinenbau, Gebäude, Beleuchtung, Heizung, Lüftung, Klima, Logistik, Windenergie, Blockheizkraftwerke und Energietechnik zusammen.
Neben der Wieland Electric GmbH gehört auch seit 1998 die im Jahr 1901 gegründete Stocko Contact GmbH & Co KG zur Wieland-Gruppe.
Nach der Gründung im Jahre 1910 durch Fritz Wieland ist das Unternehmen heute mit seinen Tochtergesellschaften in über 80 Ländern auf der ganzen Welt vertreten.

## Geschichte

### 1910 bis 1938

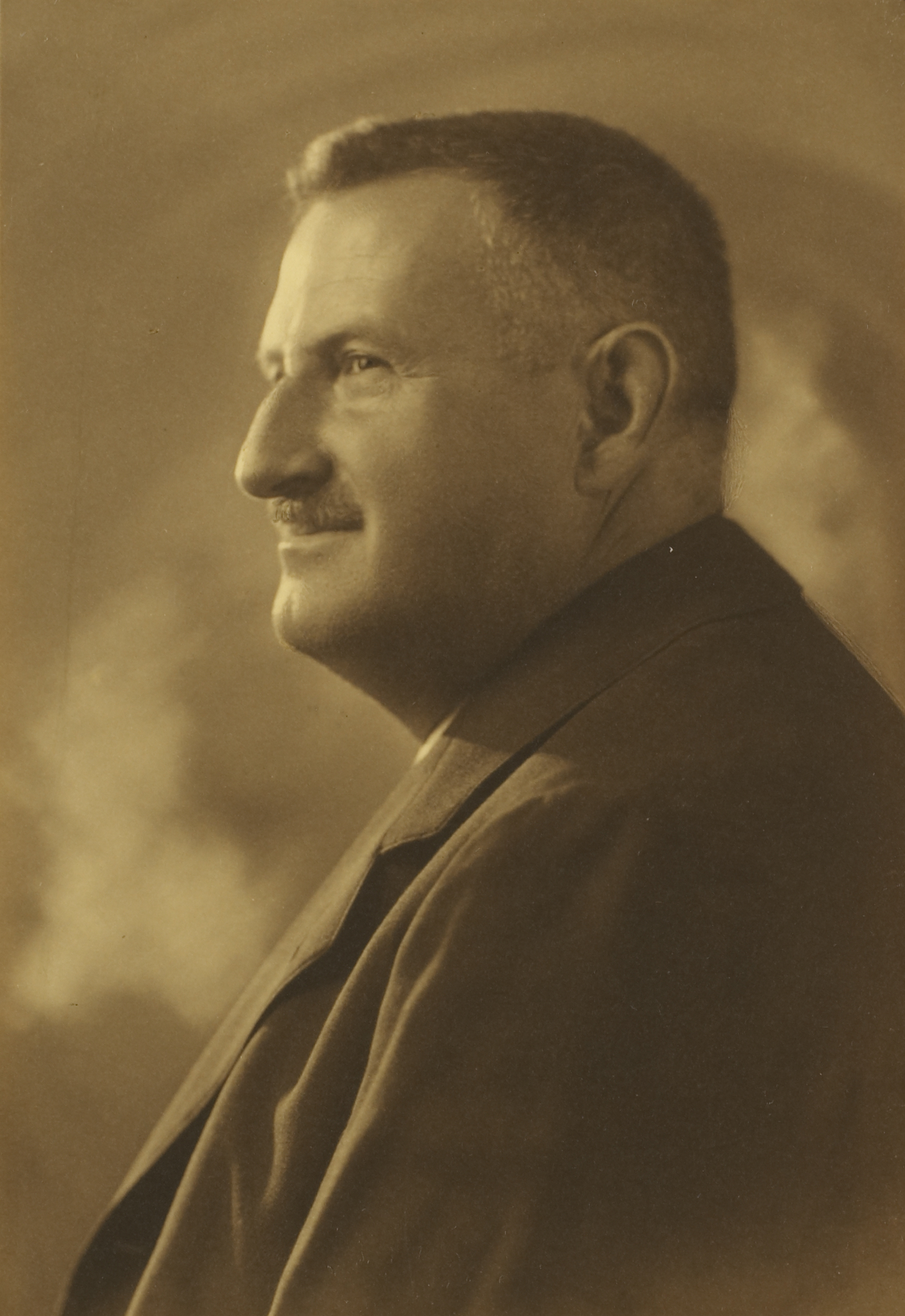
Fritz Wieland

Am 7. Oktober 1910 gründete Friedrich Heinrich Wieland (Fritz Wieland) mit einem Startkapital von 31.000 Reichsmark die „Elektrische Industriegesellschaft mit beschränkter Haftung“ in Bamberg. Zunächst wurden Räume der Metallkapselfabrik „Kaufmann und Sohn“ für die Produktion angemietet. 1916 erfolgte der Kauf des Betriebsgeländes in der Brennerstraße, zum heutigen Tag das Hauptwerk Wielands. Bedingt durch die Weltwirtschaftskrise schwankten die Beschäftigtenzahlen 1919 bis 1924 sehr stark. Nachdem schon 1920 ein Reichspatent für eine Abzweigdose erteilt wurde, kam 1925 die erste Wieland-Klemme mit geteiltem Isoliermantel aus Porzellan auf den Markt, die sich millionenfach verkaufte.
Im Jahr 1935 steigerte das Unternehmen seine Umsatzzahlen durch den Aufschwung der deutschen Industrie. Dies ermöglichte es Wieland, von herkömmlichen Stanzmaschinen auf neue, motorbetriebene Drehautomaten umzusteigen.
1938 verschlechterte sich der Gesundheitszustand von Fritz Wieland zunehmend und sein Sohn Friedrich Wilhelm übernahm den Betrieb.

### 1939 bis 1993
Mit dem Ausbruch des Zweiten Weltkriegs wurde 1939 das Unternehmen als kriegswichtiger Betrieb eingestuft. 1942 wurde die Produktion in die bombensicheren Bamberger Sandsteinstollen am Stephansberg verlegt. Am 14. Februar 1945 wurde Wieland von amerikanischen Bomben schwer getroffen und ein Großteil des Werkes in der Brennerstraße zerstört.
Die Leitung des Werks hatte bis 1947 ein dreiköpfiger Vertrauensrat; ab 1948 übernahm Friedrich Wieland wieder die Leitung. Ausgelagerte Maschinen in Ebing und Lauf ermöglichten es, nach dem Krieg die Produktion mit 70 bis 80 Mitarbeitern wieder aufzunehmen. Aufgrund dessen wies 1946 der bayerische Landesverband der elektrotechnischen Industrie darauf hin, dass Wieland als einzige Firma in der amerikanischen und britischen Zone einige Spezialartikel herstellen könne. Im September 1949 wurde die bestehende OHG in eine GmbH mit einem Gründungskapital von 100.000 DM umgewandelt. 1953 brachte Wieland Schaltanlagen-Reihenklemmen mit Bezeichnungsmöglichkeit und ein Jahr später 2- bis 10-polige Universalklemmen auf den Markt. Zwischen 1950 und 1957 vergrößerte sich der Umsatz von Wieland und der Exportanteil stieg bis 1957 auf 14,5 %.

#### Ausbau der Wieland-Werke
1955 entstand die neue Fertigungshalle, der sog. „Mittelbau“ auf einer Fläche von mehr als 10.000 m², die sich über die Zeit durch den Kauf von verschiedenen Grundstücken auf mehr als 55.000 m² ausdehnte. 1965 wurde außerdem das Zweigwerk in Gerach gegründet. 1990 folgte schließlich das 8.000 m² große Werk III, wo die Konfektionierung von Kabeln begann.
Das Vertriebs- und Marketingcenter VMC wurde ab 2001 für die betreffenden Abteilungen angemietet.

#### Datensicherung und Datenerfassung
Bereits 1969 wurde ein Betriebssystem eingeführt, das mit Wechselplatten und Magnetbändern eine gesteuerte Datenverarbeitung ermöglichte; in den Folgejahren wurden diese Systeme bis zur Dialogverarbeitung mittels Datenbank weiter vorangetrieben. Seit der Einführung des computergestützten Konstruierens (CAD) konnte Wieland monatlich etwa 30 Millionen Pole an elektrischer Verbindungstechnik produzieren. Auch der Versand des Endprodukts verlief mithilfe eines computergestützten Systems.
Seit der Mitte der 1970er Jahre ermöglicht eine moderne Betriebsdatenerfassung (BDE) vom Auftragsstatus bis zu den gefertigten Stückzahlen einen schnellen Überblick über organisatorische und technische Betriebsdaten. Daneben brachte die von Geschäftsführung und Betriebsrat beschlossene Zeitdatenerfassung (ZDE) für die Mitarbeiter ein flexibleres Arbeitszeitmodell.

#### Umweltschutz
Um staatlichen Umweltbestimmungen gerecht zu werden, sah man 1973 eine neue elektrostatische Ölabschneidung, eine neue Kunststoffspritzerei und Umbauten in der Galvanik vor, bei denen eine vollautomatische Entgiftung von cyanhaltigem Abwasser eingebaut wird. Im Kellergeschoss des neuen Galvanik-Baus wurde 1977 eine neue Abwasser-Behandlungsanlage installiert.
Fünf Jahre später gehörte Wieland zu zehn ausgewählten Betrieben Oberfrankens, in denen das bayerische Umweltministerium einen Ionen-Austauscher zur Wasserreinigung testete. Die modernisierte Galvanik wurde im Jahr 2000 in einem modernen neuen Gebäude untergebracht.

#### Gesis
Ab 1977 konnten die neu entwickelten gesis Module und Komponenten durch ihre steckbaren Kontakte das Abisolieren und Anklemmen von Elektrokabeln ersetzen und Kosten und Installationszeit verringern. Um gesis auf dem Markt etablieren und einsetzen zu können, passten einige Hersteller-Firmen der Endgeräte die jeweiligen Komponenten an die steckbaren gesis Kontakte an.

## Tochtergesellschaften und geschäftliche Entwicklung
Anfang der 1970er Jahre exportierte Wieland in 51 Länder auf fünf Kontinenten. Ein Viertel des Gesamtumsatzes 1973 entfiel auf das Auslandsgeschäft.
1989 wurden mehrere Tochtergesellschaften in Europa und Übersee gegründet. 1990 folgte die vierte Tochtergesellschaft in Frankreich, 1991 kam Italien dazu. Es folgten 2014/15 Gründungen in Dänemark, in der Schweiz und in Japan. Nach der Markteinführung der Feldbussysteme um 1990 entwickelte Wieland an BUS-Verbindungen ankoppelbare Steuerungseinheiten und zusätzlich Sensor- und Aktor-Verbindungen zur Gebäudeautomation.
Das Unternehmen steigerte nach der Wiedervereinigung seinen Umsatz. Um Auftragseinbußen entgegenzuwirken, wurden neue Anschlusstechniken für Schaltschrank, Steuerungsbau und Haushaltsgeräte entwickelt. 1994 wurde die „Wieland Holding GmbH“ gegründet.
1994 wurde das Familienunternehmen zur „Wieland Electric GmbH“ umbenannt. Wieland übernahm 1998 die „STOCKO Metallwarenfabrik Henkels und Sohn GmbH & Co“. Von 1997 bis 2000 erhöhte sich die Nachfrage nach Verbindungstechnologien und Steckverbindern, daher entwickelt Wieland 1999 das Energiebussystem podis. Zudem schaffte sich Wieland mit Komponenten und Systemkomponenten für Schaltschrank und Feld-Applikationen neben der Automation ein zweites Standbein.

## Produkte
Seit der Gründung des Unternehmens bilden sichere elektrische Verbindungen den Mittelpunkt des Produktprogramms. Die Produktpalette der Wieland Electric GmbH umfasst heute insgesamt über 30.000 Komponenten für die Industrieautomation und die Gebäudeinstallation und -automation. Im Wesentlichen zählen dazu:
- Reihenklemmen
- Installationssysteme Gebäude
- Leiterplattenklemmen
- Sicherheitstechnik
- Gebäudeautomation
- Industriesteckverbinder
- Elektronik für den Schaltschrank
- Energiebussystem Gebäude
- Energiebussystem Industrie
- Netzwerk- und Feldbussysteme
- Rundsteckverbinder Gebäude
- Rundsteckverbinder Industrie
- Rundsteckverbinder Photovoltaik
- Sensor-/Aktor-Verkabelung

## Standorte
Niederlassungen in Europa befinden sich in Dänemark, Belgien, Schweden, Spanien, Frankreich, Italien, Polen, der Schweiz, dem Vereinigten Königreich und in Russland; außerhalb Europas in Kanada, USA, China, Japan und Singapur.

## Zertifizierungen
Wieland Electric ist nach den Qualitäts- und Umweltmanagementsystemen ISO 9001:2015, ISO 14001 und der EG-Öko-Audit-Verordnung / EMAS zertifiziert.
Mit dem Auslandsgeschäft der 15 Tochtergesellschaften verzeichnete Wieland ein deutliches Umsatzwachstum; in Shanghai wurde eine Niederlassung gegründet. Für den Import von Waren erhielt Wieland das „China Compulsory Certificate“ (CCC) für das revos, gesis, podis Programm und für den Rundsteckverbinder gesis IP65/68.
Im Jahr 2008 trat die Wieland Electric GmbH der Global Compact Initiative der Vereinten Nationen beigetreten.

## Auszeichnungen
In den Jahren 1998, 1999, 2000, 2014 und 2015 wurde Wieland mit dem iF design Award ausgezeichnet
2009 wurde Wieland Electric mit dem „Best Quality Supplier 2008“ Award als bester Lieferant in der Kategorie Qualität des Siemens-Geschäftsbereichs „Drive Technologies“ ausgezeichnet. 2013 und 2015 wurde Wieland im Rahmen des Deutschen Mittelstand-Summits zu den TOP 100 der innovativsten Unternehmen des deutschen Mittelstandes gezählt und mit dem „TOP100“-Siegel ausgezeichnet. 2018 wurde Wieland von der WirtschaftsWoche als Weltmarktführer für steckbare Installationstechniken im Zweckgebäude ausgezeichnet.

## Soziales und kulturelles Engagement
Im Rahmen des Weltkulturerbelaufs tritt Wieland als Sponsor auf und nimmt auch aktiv an den Läufen teil.
Das Unternehmen engagiert sich in bildungspolitischen und kulturell-gesellschaftlichen sowie auch in sozialen Belangen und so gibt es u. a. eine Zusammenarbeit mit der Lebenshilfe e.V. in Bamberg. Zudem werden die Bamberger Symphoniker als Orchester von Weltruf unterstützt.